# Jean-Louis Schirmer
Jean-Louis, baron Schirmer (18 septembre 1739, Landser - 25 décembre 1814, Colmar), est un magistrat et homme politique français.

## Biographie
Fils d'un procureur au conseil souverain d'Alsace, frère de Dominique Schirmer et lui-même avocat au conseil souverain d'Alsace au moment de la Révolution, il devient juge au tribunal de district et membre de l'administration départementale, et fut élu, le 4 septembre 1791, député du Haut-Rhin à l'Assemblée législative. 
Il fit partie du comité diplomatique et des relations extérieures, fit rejeter la demande d'extradition de Henning Frederik Bargum  et Henri Schwartz, réclamés par l'Autriche dans le cadre de l'affaire des faussaires de Vienne, et surseoir à l'exécution du traité d'échange conclu avec l'électeur de Trèves. 
Juge au tribunal du département du Haut-Rhin le 26 vendémiaire au IV, il se rallie au 18 brumaire, et est nommé président de la cour d'appel du Haut-Rhin le 24 prairial au VIII, membre de la Légion d'honneur[Quoi ?] le 25 prairial an XII, baron de l'Empire le 10 avril 1811, et premier président à la cour impériale de Colmar le 10 juin 1811. 
La première Restauration le confirme dans ces dernières fonctions. Il meurt quelques mois après.